# Meia-Noite no Jardim do Bem e do Mal
Midnight in the Garden of Good and Evil (br/pt: Meia-Noite no Jardim do Bem e do Mal) é um filme americano de 1997, dirigido por Clint Eastwood. O filme estrelava Kevin Spacey como Jim Williams e Jude Law como Danny Hansford.